# 軽蔑していた愛情
「軽蔑していた愛情」（けいべつしていたあいじょう）は、日本の女性アイドルグループ・AKB48の楽曲。
楽曲は秋元康により作詞、井上ヨシマサにより作曲されている。
2007年4月18日にAKB48のメジャー3作目のシングルとしてデフスターレコーズから発売された。楽曲のセンターポジションは高橋みなみと前田敦子の2人が務めた。

## 背景とリリース
前作「制服が邪魔をする」から約2か月半ぶりのリリースで、2007年のシングル第2弾。
楽曲は、『チームA 4th Stage「ただいま恋愛中」』で使用されているものである。歌詞は、学校内における「いじめ」、およびそれに伴う「自殺」（歌詞の内容は飛び降り自殺を想定）について問題提起したものとなっている。
楽曲のシングル盤は、初回生産限定盤と通常盤の2種類がリリースされた。両方共CDの収録内容は同一で、初回生産限定盤のみDVDが付属している。CDのカップリング曲である「涙売りの少女」は『チームA 3rd Stage「誰かのために」』からの楽曲であり、援助交際をテーマにした歌詞になっている。初回生産限定盤のジャケット写真は、新聞の社会面の記事を再現している。
選抜メンバーの人数は16人で、佐藤夏希が初選抜入りを果たした。小林香菜が『会いたかった』以来、2作（半年）ぶりの選抜復帰となった。前作の選抜メンバーは全員引き続き選抜入りした。
キャッチコピーは「みんなのことが嫌いでした」。楽曲のTVスポットは、河西智美がナレーションを担当した。
楽曲のミュージック・ビデオは、高橋栄樹が監督を務めている。2007年2月14日に撮影が行われた。ビデオのオープニングとエンディングに白抜き文字でメッセージを表示する映像に、携帯電話の画面に表示されたいじめメールの画像を挟むなどの演出がなされている。校内と高橋みなみが屋上の塔屋に登るシーンは、東京都中央区日本橋小伝馬町にある十思スクエア（旧中央区立十思小学校）で、屋上での歌唱シーンおよび大島優子単独のシーンは、渋谷区千駄ヶ谷の津田スクールオヴビズネス屋上でロケが行われた。使用された衣装のテーマは「少女たちのお葬式」。
楽曲はテレビ朝日系『すくいず!』エンディングテーマに起用された。
2012年、大津いじめ自殺事件を機に、「歌詞の内容が事件の概要そのものだ」と再度注目を浴びた。教育評論家の尾木直樹は、「学校の先生たちに、毎朝聴かせてもいいほどの曲」だと評している。

## アートワーク
「初回生産限定盤」は、新聞記事風で以下の8名にタイトルをかぶせている。
| 秋元才加 | 小野恵令奈 | 宮澤佐江   | 前田敦子 |
| 河西智美 | 大島優子   | 高橋みなみ | 小嶋陽菜 |

「通常盤」は、表題曲の選抜メンバーである。
| 初回生産限定盤 | 秋元才加、大島優子、小野恵令奈、河西智美、小嶋陽菜、高橋みなみ、前田敦子、宮澤佐江 |
| 通常盤         | 『軽蔑していた愛情』選抜メンバー全16名                                             |

## シングル収録トラック

### 初回生産限定盤
| 全作曲・編曲: 井上ヨシマサ。 |                                      |           |              |      |
| #                            | タイトル                             | 作詞      | 作曲・編曲   | 時間 |
| 1.                           | 「軽蔑していた愛情」                 | 秋元康    | 井上ヨシマサ | 4:18 |
| 2.                           | 「涙売りの少女」                     | 秋元康    | 井上ヨシマサ | 4:41 |
| 3.                           | 「軽蔑していた愛情（Instrumental）」 |           | 井上ヨシマサ | 4:16 |
| 4.                           | 「涙売りの少女（Instrumental）」     |           | 井上ヨシマサ | 4:37 |
| 合計時間:                    | 合計時間:                            | 合計時間: | 17:52        |      |

| #  | タイトル                           | 作詞 | 作曲・編曲 | 監督     |
| -- | ---------------------------------- | ---- | ---------- | -------- |
| 1. | 「軽蔑していた愛情」               |      |            | 高橋栄樹 |
| 2. | 「making of 「軽蔑していた愛情」」 |      |            |          |

### 通常盤
| 全作曲・編曲: 井上ヨシマサ。 |                                      |           |              |      |
| #                            | タイトル                             | 作詞      | 作曲・編曲   | 時間 |
| 1.                           | 「軽蔑していた愛情」                 | 秋元康    | 井上ヨシマサ | 4:18 |
| 2.                           | 「涙売りの少女」                     | 秋元康    | 井上ヨシマサ | 4:41 |
| 3.                           | 「軽蔑していた愛情（Instrumental）」 |           | 井上ヨシマサ | 4:16 |
| 4.                           | 「涙売りの少女（Instrumental）」     |           | 井上ヨシマサ | 4:37 |
| 合計時間:                    | 合計時間:                            | 合計時間: | 17:52        |      |

## 選抜メンバー
- 秋元才加
- 板野友美
- 大島麻衣
- 大島優子
- 小野恵令奈
- 河西智美
- 小嶋陽菜
- 小林香菜
- 佐藤夏希
- 篠田麻里子
- 高橋みなみ
- 中西里菜
- 前田敦子
- 増田有華
- 峯岸みなみ
- 宮澤佐江

## 収録アルバム
- SET LIST〜グレイテストソングス 2006-2007〜
- 0と1の間